# Manoir de Penvern
Le manoir de Penvern est un édifice situé à Plaudren en France.

## Localisation
Le manoir est situé sur le territoire de la commune de Plaudren, au lieu-dit Penvern, dans le département du Morbihan en région Bretagne.

## Description
L'ancien manoir date du XVIe siècle, édifice à un étage carré, construit en moellons et pierre de taille de granite. Toiture à longs pans recouverte d'ardoises, pignon découvert. Escalier dans-œuvre : escalier en équerre.

## Historique
Le logis ouest date du XVIe siècle, le logis est date du XIXe siècle, la chapelle est en ruine en 1750, l' élévation nord est aveugle jusqu'en 1981.
Le manoir est inscrit à l'inventaire général du patrimoine culturel.